# Aleksej Prudnikov
Aleksej Prudnikov, född den 20 mars 1960 i Moskva, Ryssland, är en sovjetisk fotbollsspelare som tog OS-guld i fotbollsturneringen vid de olympiska sommarspelen 1988 i Seoul.